# Fritz Trautz
Fritz Alexander Theodor Trautz (* 31. März 1917 in Heidelberg; † 31. Mai 2001 ebenda) war ein deutscher Historiker.
Fritz Trautz wurde 1917 in eine bildungsbürgerliche Familie geboren. Sein Vater Max und sein Onkel Friedrich waren Professoren für Chemie bzw. Japanologie. Er besuchte in Heidelberg und nach dem Umzug 1934 in Rostock das Gymnasium und war dann zwei Jahre bei der Wehrmacht. 1938 begann er ein Studium der Rechtswissenschaft an der Universität Münster. Im Zweiten Weltkrieg leistete er Kriegsdienst bei den Gebirgsjägern. Nach seiner dritten Verletzung und fünfzigprozentiger Kriegsbeschädigung wurde Trautz ab 1942 semesterweise beurlaubt und studierte Geschichte, Anglistik und Romanistik an den Universitäten München, Straßburg, Wien und Heidelberg, bis er in Kriegsgefangenschaft geriet. Nach der Entlassung 1946 setzte er sein Studium in Heidelberg fort und wurde 1949 bei Fritz Ernst promoviert.
Anschließend hatte Trautz Stipendien des British Councils, der Deutschen Forschungsgemeinschaft und des Commonwealth Funds und war in Liverpool, London und Chicago. Seine Habilitation erfolgte 1958 an der Universität Heidelberg. Danach lehrte er dort als Diätendozent bzw. Universitätsdozent. Ab 1965 war er ordentlicher Professor für Mittelalterliche Geschichte an der Technischen Universität Berlin. 1969 wechselte er als Professor für Mittelalterliche Geschichte an die Universität Mannheim, wo er 1982 emeritiert wurde. Zu seinen akademischen Schülern gehörten Kurt Andermann, Horst Buszello, Ulf Dirlmeier, Werner Paravicini und Ingo Toussaint. Im Jahr 2001 starb Trautz in Heidelberg, seine Urne wurde auf dem Hauptfriedhof Karlsruhe beigesetzt.
Trautz befasste sich mit Landesgeschichte Südwestdeutschlands, der mittelalterlichen Reichs- und europäischen Geschichte. Seine Habilitationsschrift Die Könige von England und das Reich 1272–1377 wurde zum Standardwerk.

## Schriften (Auswahl)
Ein Schriftenverzeichnis erschien in: Kurt Andermann: Fritz Trautz 1917–2001 [Nachruf]. In: Zeitschrift für die Geschichte des Oberrheins 150 (2002), S. 581–592, hier: S. 588–591.